# Bershawn Jackson
Bershawn Jackson (Miami, 8 mei 1983) is een Amerikaanse atleet, die in 2005 wereldkampioen werd op de 400 m horden. Op de 4 x 400 m estafette voegde hij hier twee wereldtitels aan toe: in 2010 de wereldindoor- en in 2011 de wereldoutdoortitel.

## Biografie

### Wereldkampioen 400 m horden
Jackson won in 2002 op de wereldkampioenschappen voor junioren in Kingston op de 400 m horden een bronzen medaille, maar werd als lid van het Amerikaanse estafetteteam kampioen op de 4 x 400 m.
Zijn internationale doorbraak bij de senioren volgde in 2005. Hij behoorde tot de favorieten in de 400 m hordenfinale van de wereldkampioenschappen in Helsinki, maar zijn Amerikaanse concurrenten James Carter en Kerron Clement werden sterker geacht. In de eindsprint won hij van Carter; zijn andere concurrent Clement was in een ongunstige eerste baan gestart, zodat deze al snel als concurrent uitgeschakeld was. Jackson won het goud met een persoonlijk record van 47,30 s. Een maand later rondde hij dit voor hem zo succesvolle jaar af met een overwinning op de 400 m horden in 48,05 tijdens de wereldatletiekfinale in Monaco.

### Brons op OS en WK
Hierna volgden voor Bershawn Jackson enkele mindere jaren. Bij de WK van 2007 in het Japanse Osaka strandde hij als derde in zijn halve finale in 48,95. In 2008 deed hij op de Olympische Spelen in Peking echter weer voluit mee en zorgde hij er met zijn derde plaats voor, dat het ereschavot van de 400 m horden na afloop geheel door Amerikanen werd bevolkt: eerste Angelo Taylor in 47,25, tweede Kerron Clement in 47,98 en derde Jackson in 48,06.
Opnieuw brons veroverde hij een jaar later op de WK in Berlijn. In 48,23, exact dezelfde tijd waarmee hij eerder zijn halve finale had gewonnen, moest hij dit keer zijn landgenoot Kerron Clement (eerste in 47,91) en de verrassende Puerto Ricaan Javier Culson (tweede in 48,09) voor laten gaan.

### Tweemaal wereldkampioen estafette

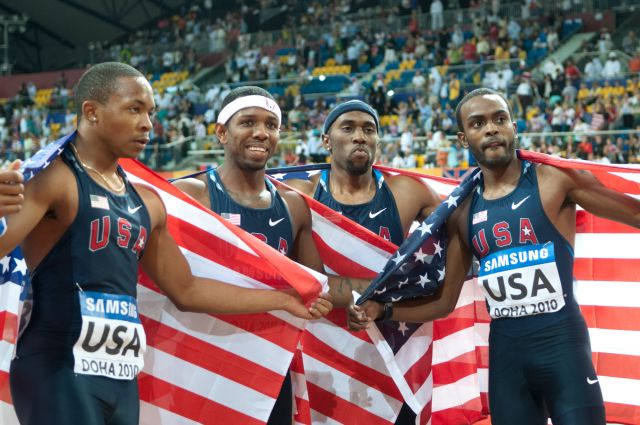
Jackson (tweede van links) na de overwinning op de 4 x 400 m bij de WK indoor 2010.

In 2010 nam hij deel aan de wereldindoorkampioenschappen in Doha. Nadat hij eerder op de individuele 400 m bijna een seconde had moeten toegeven op Chris Brown van de Bahama's en niet verder was gekomen dan een vijfde plaats, was hij een dag later op de 4 x 400 m estafette samen met Jamaal Torrance, Greg Nixon en Tavaris Tate veel te sterk voor de concurrentie. De Amerikanen finishten in 3.03,40 en hadden op de streep ruim 3,5 seconden voorsprong op België, dat verrassend tweede werd in 3.06,69, en Groot-Brittannië in 3.07,52.
Outdoor liep Jackson een sterk seizoen. Hij benaderde zijn persoonlijke besttijd tot op twee honderdsten, waardoor hij bovenaan de internationale ranglijst van 2010 eindigde. Daarnaast won hij veel Diamond League-wedstrijden en hierdoor ook het eindklassement, waarmee hij een diamant ter waarde van 80.000 dollar won.
Het baanseizoen van 2011 liep niet zo perfect als in 2010, maar door zijn seizoensbeste prestatie van 47,93, gelopen tijdens de Amerikaanse kampioenschappen waar hij tweede werd in dezelfde tijd als nummer één Jeshua Anderson en één honderdste voor Angelo Taylor, was hij op de WK in Daegu wel een favoriet voor een medaille. Uiteindelijk zat dat er individueel niet in: hij eindigde als zesde in 49,24. In teamverband lukte het Jackson, samen met Greg Nixon, Angelo Taylor en LaShawn Merritt, wel om medaille te veroveren. Het team overwon door een tijd van 2.59,31 te lopen.

### Tegenslagen
In het jaar 2012 probeerde Jackson zich bij de Amerikaanse selectiewedstrijden te kwalificeren voor de Olympische Spelen van Londen. In de Verenigde Staten zijn die wedstrijden, die ook als nationale kampioenschappen dienen, allesbepalend om de ploeg te selecteren die wordt afgevaardigd naar de Olympische Spelen. In de finale van de 400 m horden ging het mis: hij werd vierde waardoor hij niet werd uitgezonden. Naar eigen zeggen raakte Angelo Taylor zijn horde, waardoor hij uit zijn ritme kwam en hij nog net werd ingehaald door Kerron Clement. Taylor werd echter niet gediskwalificeerd. Bershawn Jackson was zo aangeslagen door het missen van de Spelen van Londen, dat hij dat baanseizoen afsloot en geen wedstrijden meer liep in 2012.
In 2013 ging het mis bij de Amerikaanse indoorkampioenschappen. In de finale van de 400 m blesseerde Jackson zich aan zijn hamstrings in het rechterbeen, waardoor hij niet kon finishen. Ook in het outdoorseizoen speelde dezelfde blessure hem parten. Zo kreeg hij enkele weken voor de Amerikaanse kampioenschappen, die ditmaal als kwalificatiemoment voor de WK van Moskou golden, weer last. Desondanks was in staat om deel te nemen en haalde hij in de finale nu zelf iemand in tijdens de laatste meters, waardoor hij derde werd en dus mee mocht doen aan de WK in Moskou. Daar ging het alsnog mis, Jackson kreeg wederom last van zijn hamstrings. Het lukte hem om de halve finales te bereiken, maar in die ronde moest Jackson al na twee hordes geblesseerd afhaken.
Ook het wedstrijdseizoen van 2014 verliep niet blessurevrij voor Bershawn Jackson. Tijdens de Amerikaanse kampioenschappen viel hij in de finale geblesseerd uit na de eerste horde door een liesblessure.

## Titels
- Wereldkampioen 400 m horden - 2005
- Wereldkampioen 4 x 400 m estafette - 2011
- Wereldindoorkampioen 4 x 400 m estafette - 2010
- Amerikaans kampioen 400 m horden - 2003, 2008, 2009, 2010, 2015
- Amerikaans indoorkampioen 400 m - 2005, 2010
- Wereldkampioen junioren 4 x 400 m estafette - 2002

## Persoonlijke records
Outdoor
| Onderdeel    | Prestatie | Datum           | Plaats       |
| ------------ | --------- | --------------- | ------------ |
| 400 m        | 45,06 s   | 22 juni 2007    | Indianapolis |
| 800 m        | 1.53,02   | 4 april 2014    | Gainesville  |
| 400 m horden | 47,30 s   | 9 augustus 2005 | Helsinki     |

Indoor
| Onderdeel   | Prestatie | Datum            | Plaats      |
| ----------- | --------- | ---------------- | ----------- |
| 200 m       | 21,29 s   | 10 maart 2002    | New York    |
| 400 m       | 45,41 s   | 28 februari 2010 | Albuquerque |
| 500 m       | 1.01,99   | 17 januari 2014  | Blacksburg  |
| 600 m       | 1.18,65   | 28 januari 2006  | Boston      |
| 800 m       | 1.55,47   | 12 januari 2008  | Chapel Hill |
| 60 m horden | 7,94 s    | 10 maart 2002    | New York    |

## Palmares

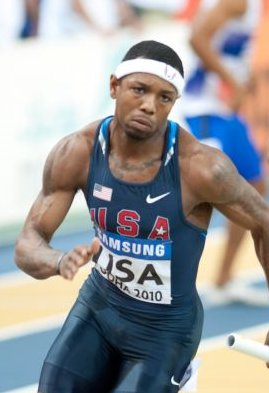
Jackson tijdens de 4 x 400 m estafette bij de WK indoor 2010.

### 400 m
- 2010: 5e WK indoor - 46,84 s

### 400 m horden
Kampioenschappen
- 2002:  WJK - 50,00 s
- 2004:  Wereldatletiekfinale - 47,86 s
- 2005:  WK - 47,30 s
- 2005:  Wereldatletiekfinale - 48,05 s
- 2006:  Wereldatletiekfinale - 48,24 s
- 2007: 3e in ½ fin. WK - 48,95 s (in serie 48,87 s)
- 2007: 4e Wereldatletiekfinale - 48,58 s
- 2008:  OS - 48,06 s (in ½ fin. 48,02 s)
- 2009:  WK - 48,23 s
- 2010:  Continental Cup - 48,62 s
- 2011: 6e WK - 49,24 s
- 2013: DNF in ½ fin. WK

Golden League-podiumplekken
- 2004:  Weltklasse Zürich – 48,08 s
- 2005:  Weltklasse Zürich – 48,14 s
- 2006:  Golden Gala – 47,86 s
- 2006:  Weltklasse Zürich – 48,49 s
- 2008:  ISTAF – 48,73 s
- 2008:  Bislett Games – 48,15 s
- 2008:  Golden Gala – 48,34 s

Diamond League-podiumplekken
- 2010:  Eindzege Diamond League
- 2010:  Qatar Athletic Super Grand Prix – 48,66 s
- 2010:  Bislett Games – 48,25 s
- 2010:  Adidas Grand Prix – 47,94 s
- 2010:  Athletissima – 47,62 s
- 2010:  Herculis – 47,78 s
- 2010:  DN Galan – 47,65 s
- 2010:  London Grand Prix – 48,12 s
- 2010:  Memorial Van Damme – 47,85 s
- 2011:  Qatar Athletic Super Grand Prix – 48,44 s
- 2011:  Adidas Grand Prix – 48,55 s
- 2011:  Aviva Birmingham Grand Prix – 48,22 s
- 2011:  Herculis – 48,22 s
- 2012:  Golden Gala – 48,25 s
- 2013:  Qatar Athletic Super Grand Prix – 49,12 s

### 4 x 400 m
- 2002:  WJK - 3.03,71
- 2010:  WK indoor - 3.03,40
- 2011:  WK - 2.59,31

1983 Edwin Moses ·
1987 Edwin Moses ·
1991 Samuel Matete ·
1993 Kevin Young ·
1995 Derrick Adkins ·
1997 Stéphane Diagana ·
1999 Fabrizio Mori ·
2001 Félix Sánchez ·
2003 Félix Sánchez ·
2005 Bershawn Jackson ·
2007 Kerron Clement ·
2009 Kerron Clement ·
2011 David Greene ·
2013 Jehue Gordon ·
2015 Nicholas Bett ·
2017 Karsten Warholm ·
2019 Karsten Warholm ·
2022 Alison dos Santos ·
2023 Karsten Warholm
1983: Lovasjov, Troshchilo, Tsjernetski, Markin ·
1987: Everett, Haley, McKay, Reynolds ·
1991: Black, Redmond, Regis, Akabusi ·
1993: Valmon, Watts, Reynolds, Johnson ·
1995: Ramsey, Mills, Reynolds, Johnson ·
1997: Thomas, Black, Baulch, Richardson, Hylton ·
1999: Czubak, Maćkowiak, Bocian, Haczek ·
2001: Moncur, Brown, McIntosh, Munnings ·
2003: Djhone, Keïta, Diagana, Raquil ·
2005: Rock, Brew, Williamson, Wariner ·
2007: Merritt, Taylor, Williamson, Wariner ·
2009: Taylor, Wariner, Clement, Merritt ·
2011: Nixon, Jackson, Taylor, Merritt ·
2013: Verburg, McQuay, Hall, Merritt ·
2015: Verburg, McQuay, Nellum, Merritt ·
2017: Solomon, Richards, Cedenio, Gordon ·
2019: Kerley, Cherry, London, Benjamin ·
2022: Godwin, Norman, Deadmon, Allison ·
2023: Hall, Norwood, Robinson, Benjamin